# ГЕС Лас-Плаяс
ГЕС Лас-Плаяс — гідроелектростанція у центральній частині Колумбії. Знаходячись між ГЕС Гуатапе та ГЕС Jaguas з однієї сторони та ГЕС Сан-Карлос з іншої сторони,  входить до складу дериваційного каскаду, який використовує ресурси річок Наре та Гуатапе, лівих приток Самана-Норте, котра в свою чергу є лівою притокою Магдалени (впадає до Карибського моря в місті Барранкілья).
У межах проекту річку Гуатапе перекрили земляною греблею висотою 65 метрів, довжиною 450 метрів та шириною по гребеню 12 метрів, яка потребувала 4 млн м3 матеріалу. На час її спорудження воду відвели за допомогою тунелю довжиною 0,9 км з діаметром 7,5 метра. Гребля утримує водосховище з площею поверхні 10,8 км2 та об'ємом 85 млн м3 (корисний об’єм 47 млн м3). Окрім власного стоку, сюди через станції верхнього ступеню гідровузла подається ресурс із річки Наре.
Зі сховища ресурс потрапляє у дериваційний тунель довжиною 4,6 км з діаметром 6,15 метра. Він пов'язаний із запобіжним балансувальним резервуаром, котрий включає верхню камеру висотою 77 метрів з діаметром 16 метрів та нижню з’єднувальну секцію висотою 146 метрів з діаметром  5,3 метра. По завершенні дериваційний тунель переходить у напірний водовід діаметром 4,15 метра, який розгалужується на водоводи до окремих гідроагрегатів з діаметром по 2,6 метра.
Машинний зал споруджений у підземному виконанні на глибині біля 190 метрів та має розміри 87х18 метрів при висоті 30 метрів. Доступ сюди персоналу здійснюється через тунель довжиною 0,6 км з перетином 7,4х6 метра. Основне обладнання станції становлять три турбіни типу Пелтон потужністю по 68 МВт, які при напорі у 176 метрів забезпечують виробництво 1380 млн кВт-год електроенергії на рік. 
Відпрацьований ресурс спершу потрапляє у підземну камеру розмірами 12х45х42 метри, з якої починається відвідний тунель довжиною 0,9 км з діаметром 6,95 метра. Останньою ділянкою цієї траси, через яку вода повертається до Гуатапе, є відкритий канал довжиною 0,2 км.
Видача продукції відбувається по ЛЕП, розрахованій на роботу під напругою 220 кВ.